# Meru Nationalpark
Meru Nationalpark er en nationalpark i Kenya. Den ligger øst for byen Meru, 350 km fra Nairobi. Det er en relativt ukendt park i Kenya og har et areal på 870 km². Parken er dækket af højt græs og sumpe grund af store nedbørsmængder. Af støre dyr findes der elefanter, næsehorn, løver, leoparder og antiloper i parken.
00°05′37″N 38°12′29″Ø / 0.09361°N 38.20806°Ø